# Cetty (gromada)
Cetty – dawna gromada, czyli najmniejsza jednostka podziału terytorialnego Polskiej Rzeczypospolitej Ludowej w latach 1954–1972.
Gromady, z gromadzkimi radami narodowymi (GRN) jako organami władzy najniższego stopnia na wsi, funkcjonowały od reformy reorganizującej administrację wiejską przeprowadzonej jesienią 1954 do momentu ich zniesienia z dniem 1 stycznia 1973, tym samym wypierając organizację gminną w latach 1954–1972.
Gromadę Cetty z siedzibą GRN w Cettach utworzono – jako jedną z 8759 gromad na obszarze Polski – w powiecie włocławskim w woj. bydgoskim, na mocy uchwały nr 24/17 WRN w Bydgoszczy z dnia 5 października 1954. W skład jednostki weszły obszary dotychczasowych gromad Strzygi, Zieleniewo i Witoldowo, ponadto folwark Mstowo z dotychczasowej gromady Mstowo oraz wieś i folwark Strzyżki z dotychczasowej gromady Huta Chodecka, ze zniesionej gminy Chodecz, obszary dotychczasowych gromad Dziewczopólko, Chrustowo, Zbijewo, Broniszewo i Rogóźno ze zniesionej gminy Przedecz, a także wieś Łanięta z dotychczasowej gromady Łania ze zniesionej gminy Pyszkowo, w tymże powiecie. Dla gromady ustalono 23 członków gromadzkiej rady narodowej.
Gromadę zniesiono 31 grudnia 1961, a jej obszar włączono do gromad Chodeczek (wsie Cetty, Strzygi, Strzyżki, Zieleniewo, Łakno, Witoldowo i Ogorzelewo oraz miejscowości Mstowo i Łakno Kolonia), Osiecz Wielki (wieś Łanięta) i Przedecz (wsie Broniszewo, Chrustowo i Rogóźno oraz miejscowości Broniszewo Folwark, Dziewczepólko Majątek, Przybranowo i Zbijewo Kolonia) w tymże powiecie.